# Ресті
Ре́сті (рьошті, рьості; нім. Rösti [ˈrøs.ti]; алем. Röschti [ˈrøːʃ.ti]) — хрустка картопляна запіканка, подібна до дерунів. Вважається національною стравою німецькомовної частини Швейцарії. Історично була селянським сніданком у кантоні Берн.

## Етимологія
У стандартному швейцарському варіанті німецької мови назва цієї страви звучить як нім. Rösti [ˈrøs.ti] — «рьо́сті», в алеманських діалектах німецької мови як алем. Röschti [ˈrøːʃ.ti] — «рьо́шті». Обидві трапляються і в українському мовному середовищі, хоча в літературі усталилась вимова «ресті». Оригінальна назва є віддієслівним іменником німецького дієслова нім. rösten (яким позначають дію за значенням теплової обробки їжі без додавання жиру та рідини), у якому дієслівне закінчення -en замінене на типове для швейцарських діалектів множинне закінчення -i. Пізніше термін нім. Rösti утворився як скорочення назви Kartoffelrösti — «картопляне ресті», яким позначали окремий різновид смаженої картоплі.

## Складники
Основою цієї запіканки завжди слугує картопля. Оскільки страва походить з селянського середовища, то за класичною рецептурою її готують з варених (зазвичай учорашніх) бульбоплодів з додаванням лише цибулі та солі. В такий спосіб бідні селяни раніше використовували залишки своїх небагатих трапез. Втім, сучасні варіації дозволяють готувати ресті і з сирої картоплі. Крім того, перелік складників суттєво розширився. Часто цю запіканку готують з додаванням молока, вершків, збитих яєць або сиру. Ще одним поширеним складником є бекон (шкварки, сало). Використання м'ясних складових обумовлено тим, що ресті зазвичай смажать у великій кількості смальцю або вершкового масла, втім, жир не обов'язково мусить бути тваринного походження. З прянощів у ресті найчастіше кладуть мускатний горіх, який добре поєднується з картоплею.

## Приготування
Для приготування ресті картоплю спочатку варять у шкірочці в підсоленій воді, потім чистять і натирають на тертці з крупними отворами. Сиру картоплю подрібнюють в такий само спосіб. Традиційно отримувані частки мають бути не надто маленькими, але обов'язково тонкими (на кшталт локшини). Цибулю ріжуть дрібними кубиками і разом з сіллю вмішують в картопляну масу. У багатоскладових ресті на цьому етапі додають і решту продуктів, крім сиру.
Класичне картопляне ресті повільно смажать на сковороді до апетитної рум'яної скоринки. Щоби досягти бажаного вигляду використовують багато жиру, однак його надмір не бажаний (продукти не повинні занурюватись у рідину як у фритюрі). Картопляну масу розплескують по всій пательні, проте беруть до уваги, що ресті зазвичай подають цілим без нарізання, тому посуд ліпше обирати малого розміру (діаметром близько 15 см). На інший бік страву перевертають за допомогою кришки. Якщо запіканку готують із сиром, то його труть і висипають на її поверхню, коли один бік виробу вже підсмажився. За бажанням сирну скоринку можна підрум'янити у духовці.

## Подавання
Ресті займає проміжне місце між звичайними запіканками і такими порційними виробами як деруни. Зазвичай подають його цілим, викладаючи плескачик на тарілку обабіч основної страви. У європейській кухні цей наїдок розглядають або як гарнір до інших страв, перш за все, м'ясних, або як самостійну страву. В останньому випадку його подають з овочевим салатом.

## У культурі
Раніше споживалися лише в німецькомовній частині Швейцарії та не були притаманні кухні франкомовної частини. Тому зараз ця страва зображується як стереотипна частина швейцарсько-германської культури, на відміну від романської культури. Географічний кордон, що розмежовує німецьку та французьку частини країни часто називають Рештіграбен (нім. Röstigraben), у перекладі — рештяний рів.

## Галерея

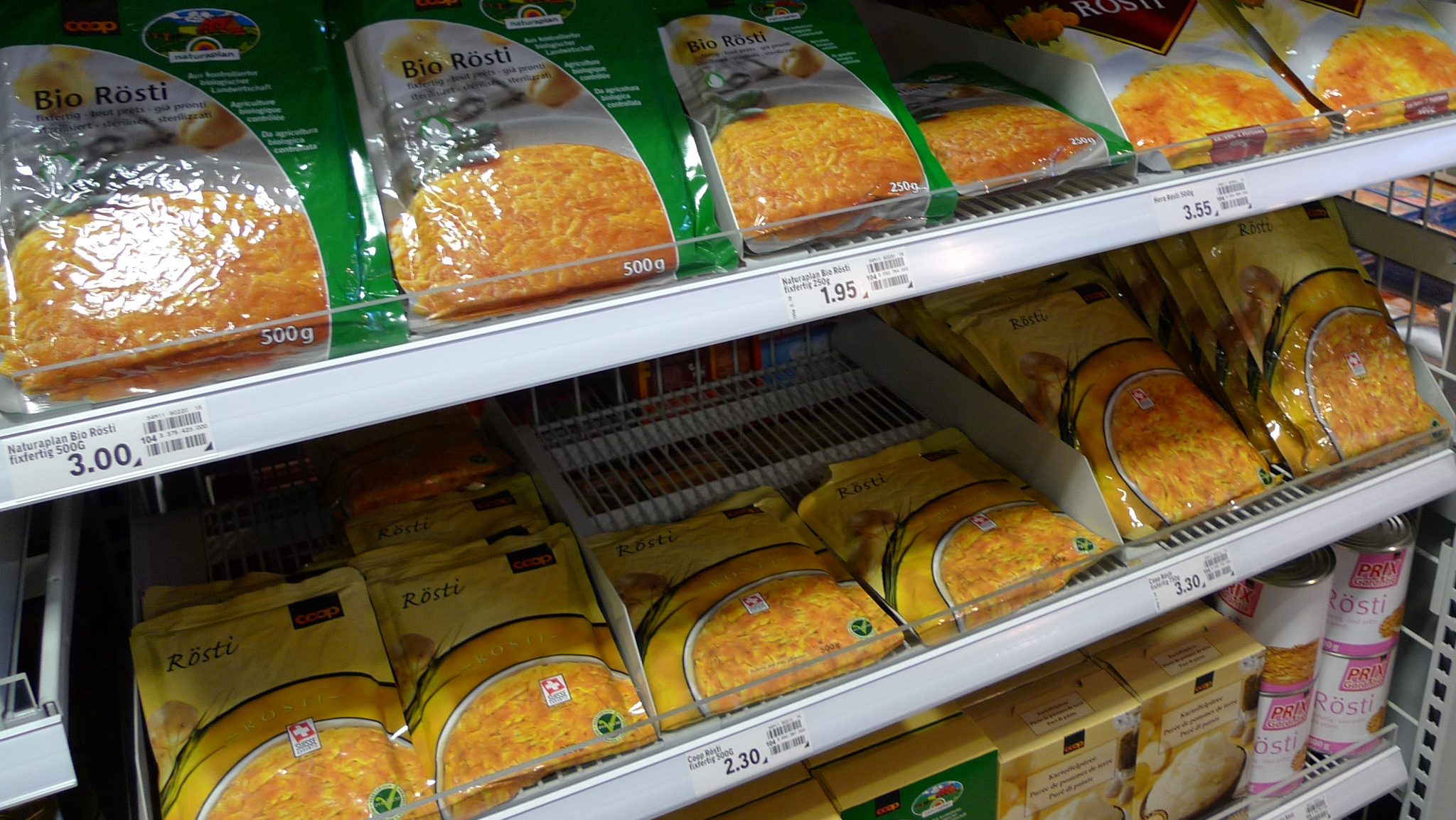
Полиці з рьошті в супермаркеті Coop у Швейцарії